# Natán Rivera
Natán Armando Rivera Alas (né le 12 décembre 1998) est un athlète salvadorien, spécialiste du saut à la perche.

## Biographie
En 2015, alors âgé de 17 ans, il remporte la médaille d'or aux championnats NACAC 2015, organisés au Costa Rica, grâce à un concours de circonstances surprenant. Tous les perchistes engagés sur cette épreuve ne furent en mesure de franchir leur barre d'entrée dans le concours, à l'exception de Natán Rivera. Ainsi, malgré des références nettement en dessous de ses adversaires, parmi lesquels se trouvait l'ancien champion du monde Brad Walker, Rivera fut le seul à franchir 4,55 m (sa barre d'entrée) puis 4,70 m. Étant le seul athlète ayant réussi à effectuer un saut valide, il s'adjugea la médaille d'or. Les vainqueurs des épreuves des NACAC 2015 obtenaient directement leurs qualifications pour les championnats du monde. Avec cette victoire, Rivera pu obtenir une place pour les championnats du monde d'athlétisme de 2015 organisés à Pékin où la barre d'entrée des qualifications était de 5,25 m. Ce fut bien au-dessus des capacités de Natán Rivera puisque ce dernier détient un record à 4,70 m établi la même année.
En 2017, il porte son record à 5,10m. Le 2 août 2018, il égale ce record de 5,10 m mais termine 4e des Jeux d’Amérique centrale et des Caraïbes de 2018 au nombre d'essais.

## Palmarès

### Palmarès international
| Date | Compétition                                                                  | Lieu           | Résultat | Marque |
| ---- | ---------------------------------------------------------------------------- | -------------- | -------- | ------ |
| 2015 | Championnats panaméricains de la jeunesse                                    | Cali           | 1er      | 4,56 m |
| 2015 | Championnats d'Amérique centrale                                             | Managua        | 1er      | 4,55 m |
| 2015 | NACAC                                                                        | San José       | 1er      | 4,70 m |
| 2015 | Championnats du monde                                                        | Pékin          | -        | NM     |
| 2016 | Championnats ibéro-américains                                                | Rio de Janeiro | 6e       | 4,70 m |
| 2016 | NACAC U23                                                                    | San Salvador   | 4e       | 4,70 m |
| 2017 | Championnats panaméricains juniors                                           | Trujillo       | 2e       | 5,10 m |
| 2018 | Jeux d'Amérique centrale et des Caraïbes                                     | Barranquilla   | 4e       | 5,10 m |
| 2019 | Championnats d'Amérique du Nord, d'Amérique centrale et des Caraïbes espoirs | Querétaro      | 3e       | 4,90 m |
| 2019 | Jeux panaméricains                                                           | Lima           | finale   | NM     |

## Records
| Épreuve          | Épreuve   | Marque | Lieu    | Date            |
| ---------------- | --------- | ------ | ------- | --------------- |
| Saut à la perche | Plein air | 5,35 m | Austin  | 28 mars 2019    |
| Saut à la perche | En salle  | 5,20 m | Houston | 26 janvier 2019 |